# ベルギー国鉄13形電気機関車
ベルギー国鉄13形電気機関車（SNCB Série 13）は、ベルギー国鉄が1997年より運用する電気機関車である。ルクセンブルク国鉄でも同型機の3000形を導入している。

## 概要
基本設計はフランスのBB36000形がベースとなっている。ベルギー国鉄とルクセンブルク国鉄が共同で計80両をアルストムに発注し、ベルギーの13形として60両が、ルクセンブルクの3000形として20両が投入されている。
最高速度は200km/h。電気方式は直流3000Vと直流1500V、交流25kV 50Hzに対応する交直両用機である。直流電化1500Vの区間への乗り入れ時は出力を落としている。
旅客、貨物の両方で使用され、ルクセンブルク国鉄やフランス国鉄の路線にそのまま乗り入れが可能である。また、オランダ鉄道のマーストリヒトなどにも乗り入れている。